# Paraxanthias
Paraxanthias is een geslacht van kreeftachtigen uit de klasse van de Malacostraca (hogere kreeftachtigen).

## Soorten
- Paraxanthias elegans (Stimpson, 1858)
- Paraxanthias eriphioides (A. Milne-Edwards, 1867)
- Paraxanthias flavescens (Rathbun, 1906)
- Paraxanthias notatus (Dana, 1852)
- Paraxanthias pachydactylus (A. Milne-Edwards, 1867)
- Paraxanthias parvus (Borradaile, 1900)
- Paraxanthias taylori (Stimpson, 1861)